# Філіповиці (Тарновський повіт)
Філіповиці (пол. Filipowice) — село в Польщі, у гміні Заклічин Тарновського повіту Малопольського воєводства.
Населення — 603 особи (2011).
У 1975-1998 роках село належало до Тарновського воєводства.

## Демографія
Демографічна структура станом на 31 березня 2011 року:
|          | Загалом | Допрацездатний вік | Працездатний вік | Постпрацездатний вік |
| -------- | ------- | ------------------ | ---------------- | -------------------- |
| Чоловіки | 308     | 69                 | 208              | 31                   |
| Жінки    | 295     | 64                 | 168              | 63                   |
| Разом    | 603     | 133                | 376              | 94                   |